# Lea van Acken

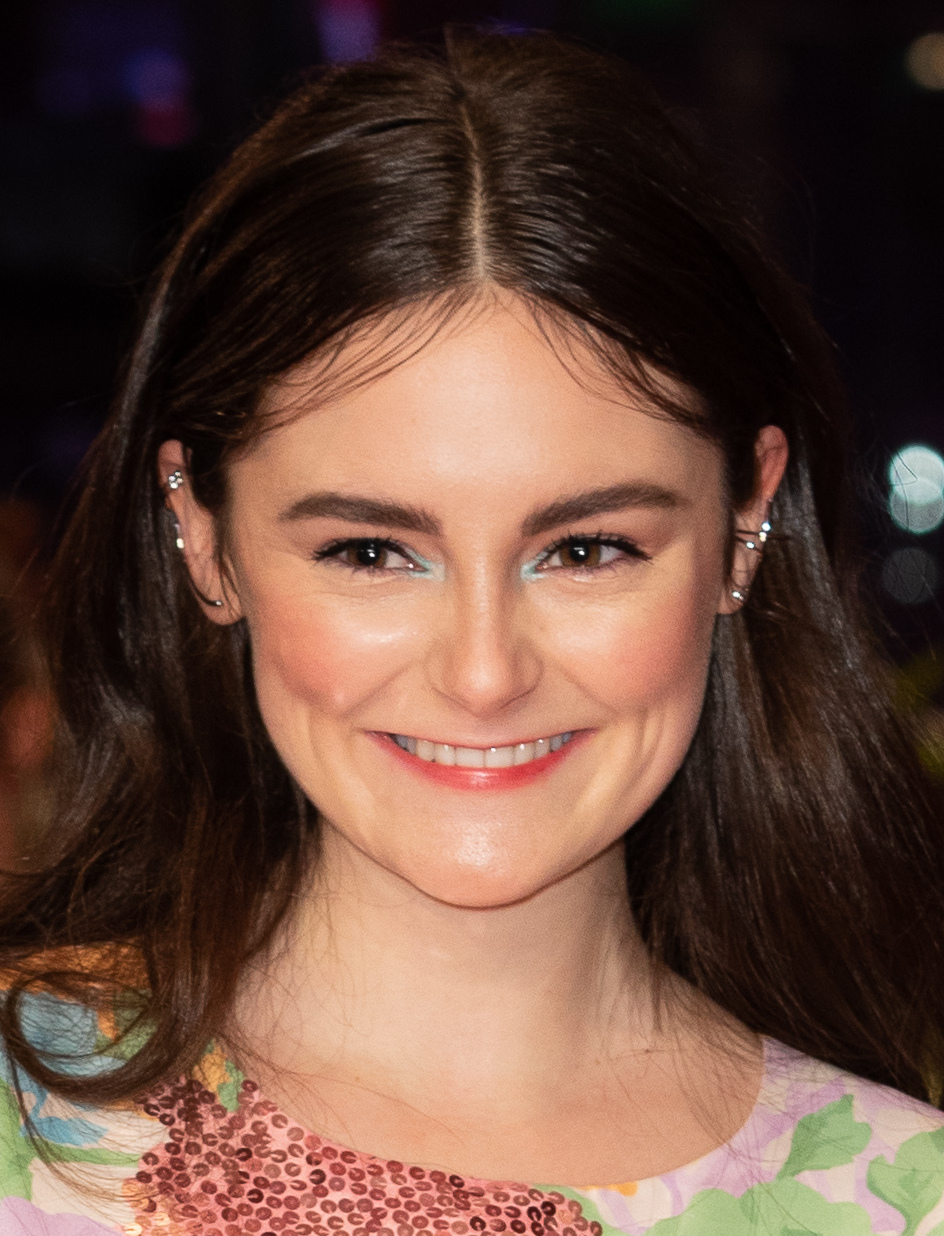
Lea van Acken (2020)

Lea van Acken (* 20. Februar 1999 in Lübeck) ist eine deutsche Schauspielerin. Ihre ersten Hauptrollen spielte sie in den Filmen Kreuzweg und Das Tagebuch der Anne Frank.

## Leben
Lea van Acken wuchs in Schleswig-Holstein auf. Als Kind habe sie sich unter anderem für Reiten und Tanzen interessiert. Sie stand erstmals im Jahr 2011 als Komparsin in der Aufführung von Der Ölprinz bei den Karl-May-Spielen in Bad Segeberg auf der Bühne. In einem Interview mit der Wochenzeitung Die Zeit berichtete sie, dass sie andere Schauspieler in Filmen studiert habe.
Im Jahr 2014 spielte van Acken im Filmdrama Kreuzweg des Regisseurs Dietrich Brüggemann die Hauptrolle der tief religiösen Jugendlichen Maria. Der Film gewann bei den Internationalen Filmfestspielen Berlin 2014 einen Silbernen Bären. In Brüggemanns nächstem Film Heil, einer Satire über Neonazis, verkörperte van Acken einen Teenager. Außerdem spielte sie eine kleine Rolle in Bernadette Knollers RBB-Film Ferien.
2015 war sie in einer Nebenrolle in der fünften Staffel der US-Serie Homeland zu sehen, die komplett in Deutschland gedreht wurde. Außerdem wirkte sie im SWR-Film Sag mir nichts und im Spreewaldkrimi Spiel mit dem Tod (ZDF) mit. In der Literaturverfilmung Das Tagebuch der Anne Frank, die im Frühjahr 2015 gedreht wurde und am 3. März 2016 in die Kinos kam, spielte van Acken die Titelrolle der Anne Frank. Zur Vorbereitung auf die Rolle des jüdischen Mädchens, das durch sein Tagebuch berühmt wurde, schrieb sie fiktive Briefe an Anne Frank. Für die Schlussszene, die im Konzentrationslager spielt, ließ sich die Schauspielerin für eine authentische Darstellung ihre Haare abrasieren.

## Filmografie (Auswahl)
- 2014: Kreuzweg
- 2015: Heil

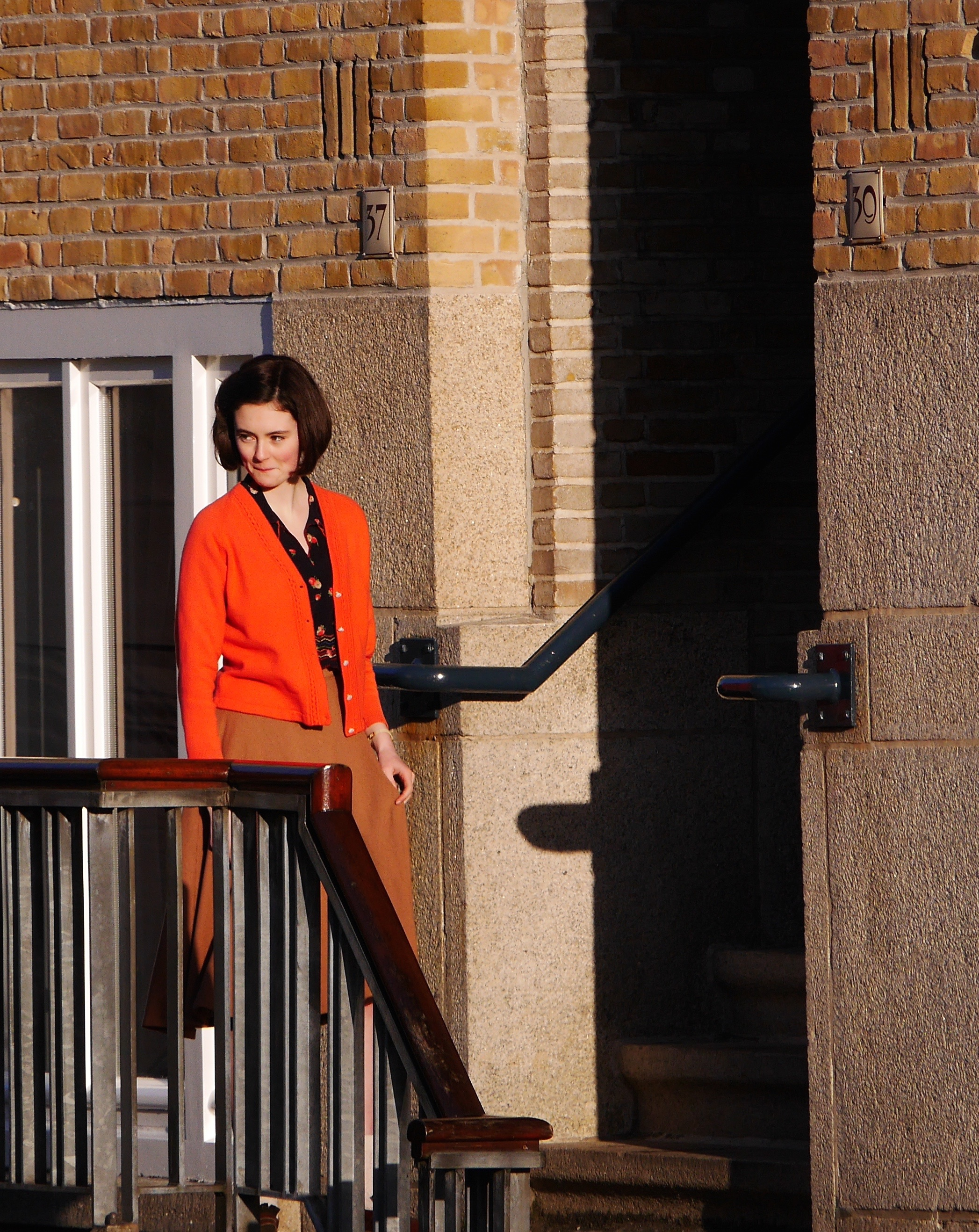
Aufnahmen zum Film Das Tagebuch der Anne Frank in Amsterdam (2015)

- 2015: Homeland (Fernsehserie, Episode 5x02)
- 2016: Das Tagebuch der Anne Frank
- 2016: Sag mir nichts
- 2016: Spreewaldkrimi – Spiel mit dem Tod
- 2016: Ferien
- 2017: Bibi & Tina: Tohuwabohu Total
- 2017: Ostwind – Aufbruch nach Ora
- 2017: Fack ju Göhte 3
- 2017–2020: Dark (Fernsehserie, 7 Episoden)
- 2019: Abikalypse
- 2020: Brüche (Kurzfilm; Regie: Andrea Cazzaniga)
- 2020–2024: Sløborn (Fernsehserie, 19 Episoden)
- 2021: Blackout (Fernsehserie, 3 Episoden)
- 2022: Das Privileg – Die Auserwählten
- 2022: Kroymann (Satiresendung, Schöne Bescherung)
- 2022: 4 Tage bis zur Ewigkeit
- 2023: Tatort: Game Over
- 2023: Zwei Seiten des Abgrunds (Two Sides of the Abyss, Fernsehserie, 6 Episoden)
- 2023: Tod den Lebenden (Fernsehserie, 6 Episoden)
- 2023: Hitlerputsch 1923 – Das Tagebuch der Paula Schlier (Dokumentation)
- 2024: Bad Influencer (Fernsehserie, Episode 1x05)
- 2025: Fünf Finger sind 'ne Faust (Roadmovie)
- 2025: Levi Strauss und der Stoff der Träume (Fernsehserie, 4 Episoden)

## Auszeichnungen
- 2016: Bayerischer Filmpreis in der Kategorie Beste Nachwuchsdarstellerin für Das Tagebuch der Anne Frank